# 平家物語

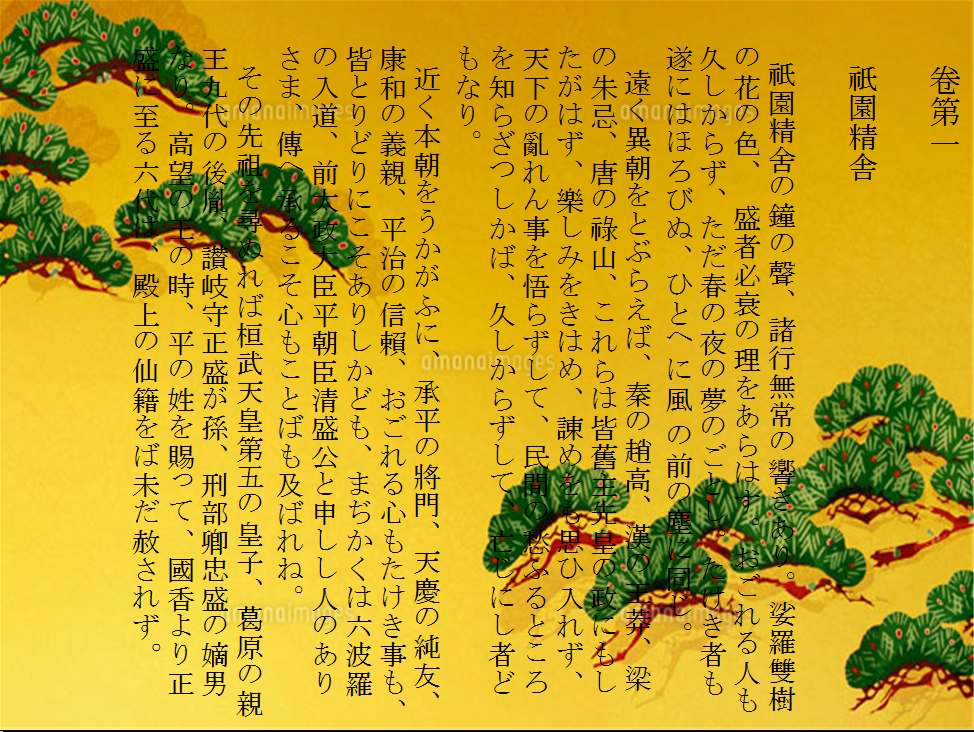
平家物語･祇園精舎

『平家物語』（へいけものがたり）は日本における作者不詳の軍記物語である。鎌倉時代に成立したとされ、平家の栄華と没落、武士階級の台頭などが描かれている。

## 概要

平家物語

保元の乱および平治の乱に勝利した平家と敗れた源氏の対照的な姿、その後の源平の戦いから平家の滅亡、そして没落しはじめた平安貴族と新たに台頭した武士たちの人間模様などを描いた。「祇園精舎の鐘の声……」の有名な書き出しでも広く知られている。

### 史料として
史料としては、記述内容と成立年代に隔たりがあり、誇張もあるため、他の古文書・古記録と比較して信頼性が低い。しかしその一方で、当時の合戦の様相や具体的な戦闘方法などの記録に関しては『平家物語』以外に有力な史料が殆どなく、史料としての『平家物語』に対して否定的な考えを持つ研究者であっても、やむを得ず引用または参考にせざるを得ない状態である。

### 成り立ち
平家物語という題名は後年の呼称であり、当初は『保元物語』や『平治物語』と同様に、合戦が本格化した『治承物語』（じしょうものがたり）と呼ばれていたと推測されているが、確証はない。
正確な成立時期は分かっていないものの、仁治元年（1240年）に藤原定家によって書写された『兵範記』（平信範の日記）の紙背文書に「治承物語六巻号平家候間、書写候也」とあるため、それ以前に成立したと考えられている。しかし、『治承物語』が現存の平家物語にあたるかという問題も残り、確実ということはできない。少なくとも延慶本の本奥書、延慶2年（1309年）以前には成立していたものと考えられている。

### 作者
作者については不明であり、古来多くの説がある。現存最古の記述は鎌倉末期の『徒然草』（兼好法師作）で、信濃前司行長（しなののぜんじゆきなが）なる人物が平家物語の作者であり、生仏（しょうぶつ）という盲目の僧に教えて語り手にしたとする。
その他にも、生仏が東国出身であったので、武士のことや戦の話は生仏自身が直接武士に尋ねて記録したことや、更には生仏と後世の琵琶法師との関連まで述べているなど、その記述は実に詳細である。
この信濃前司行長なる人物は、九条兼実に仕えていた家司で、中山（藤原氏）中納言顕時の孫である下野守藤原行長ではないかと推定されている。また、『尊卑分脈』や『醍醐雑抄』『平家物語補闕剣巻』では、やはり顕時の孫にあたる葉室時長（はむろときなが、藤原氏）が作者であるとされている。なお、藤原行長とする説では「信濃前司は下野前司の誤り」としているが、『徒然草』では同人を「信濃入道」とも記している（信濃前司行長=信濃入道=行長入道）。
そのため信濃に縁のある人物として、親鸞の高弟で法然門下の西仏という僧とする説がある。この西仏は、大谷本願寺や康楽寺（長野県篠ノ井塩崎）の縁起によると、信濃国の名族滋野氏の流れを汲む海野小太郎幸親の息子で幸長（または通広）とされており、大夫坊覚明の名で木曾義仲の軍師として、この平家物語にも登場する人物であるが、海野幸長・覚明・西仏を同一人物とする説は伝承のみで、史料的な裏付けはない。

## 諸本
現存している諸本は、次の三系統に分けられる。

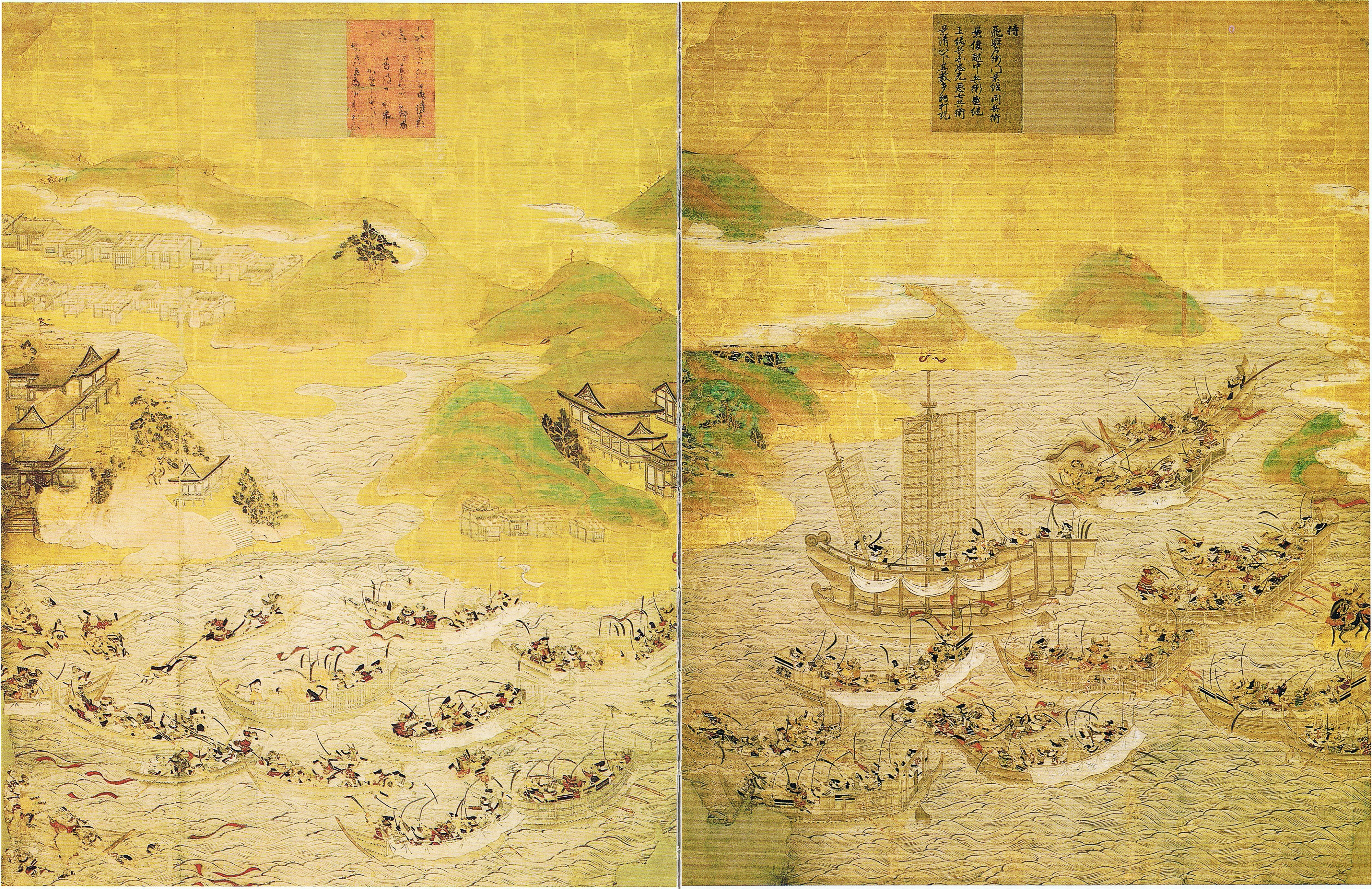
壇ノ浦の戦い（1185年）

- 盲目の僧として知られる琵琶法師（当道座に属する盲人音楽家。検校など）が日本各地を巡って口承で伝えてきた語り本（語り系、当道系とも）の系統に属するもの。
- 読み物として整理された読み本系統のもの。
- 延慶本:かつて増補系とされた説話などの集合された状態を残すもの。水原一により「延慶本古態説」が提唱され、これらの様々な記事は話が増補されたのではなく、『平家物語』は各説話、伝承、日記、戦記などが集合して成立した物語であり、これが古態であるとする。逆に後続の本は「長門本」、「源平盛衰記」などから延慶本の整理が始まり、その過程で物語の骨格が明確にされたとする[3]。

### 語り本系
語り本系は八坂流系（城方本）と一方（都方）流系（覚一本）とに分けられる。
八坂流系諸本は、平家四代の滅亡に終わる、いわゆる「断絶平家」十二巻本である。一方、一方流系諸本は壇ノ浦で海に身を投げながら助けられ、出家した建礼門院が念仏三昧に過ごす後日談や、侍女の悲恋の物語である「灌頂徴」がある。

#### 平曲
語り本は当道座に属する盲目の琵琶法師によって琵琶を弾きながら語られた。これを「平曲」と呼ぶ。ここでいう「語る」とは、節を付けて歌うことで、内容が叙事的なので「歌う」と言わずに「語る」というのである。これに使われる琵琶を平家琵琶と呼び、構造は楽琵琶と同じで、小型のものが多く用いられる。なお、近世以降に成立した薩摩琵琶や筑前琵琶でも平家物語に取材した曲が多数作曲されているが、音楽的には全く別のもので、これらを平曲とは呼ばない。
平曲の流派としては当初は八坂流（伝承者は「城」の字を継承）と一方流（伝承者は「一」の字を継承）の2流が存在した。八坂流は早くに衰え、現在ではわずかに「訪月（つきみ）」の一句が伝えられているのみである。一方流は江戸時代に前田流と波多野流に分かれた。波多野流は当初からふるわず、前田流のみ栄えた。安永5年（1776年）には名人と謳われた荻野検校（荻野知一検校）が前田流譜本を集大成して『平家正節』（へいけまぶし）を完成させ、以後は同書が前田流の定本となった。

### 明治維新と当道座の解体
明治維新後は江戸幕府の庇護を離れた当道座が解体したため、平曲を伝承する者も激減した。昭和期には宮城県仙台市に館山甲午（1894年生～1989年没）、愛知県名古屋市に荻野検校の流れを汲む井野川幸次・三品正保・土居崎正富の3検校だけとなり、しかも全段を語れるのは晴眼者であった館山のみとなっていた。平曲は国の記録作成等の措置を講ずべき無形文化財に選択されて保護の対象となっており、それぞれの弟子が師の芸を伝承している。
2018年（平成30年）時点では三品検校の弟子である今井勉が生存しているだけで、今井に弟子はいない状況である。平曲にまつわる文化を研究・伝承するため、武蔵野音楽大学の薦田治子らにより「平家語り研究会」が2015年に発足。かつては約200曲あったとされるうち現在まで伝わる8曲の譜や録音の研究、地歌や筝曲の演奏家による平曲の公演などを行っている。

### 平曲の起源
平曲の発生として、東大寺大仏の開眼供養の盲目僧まで遡ることが『日本芸能史』等で説かれているが、平曲の音階・譜割から、天台宗大原流の声明（しょうみょう）の影響下に発生したものと考える説が妥当と判断される。また、平曲は娯楽目的ではなく、鎮魂の目的で語られたということが本願寺の日記などで考証されている。また後世の音楽、芸能に取り入れられていることも多く、ことに能（修羅物）には平家物語に取材した演目が多い。

### 読み本系
読み本系には、長門本、源平盛衰記などの諸本がある。従来は、延慶本と共に琵琶法師によって広められた語り本系を読み物として見せるために「断絶平家」十二巻本に加筆されていったと解釈されてきたが、これは逆に古い状態を残し、延慶本が最も古態であり説話などが集成された形跡を残していて、長門本、源平盛衰記は、それを整理する過程の本であるとする見解の方が有力となってきている。
水野一は1979年「延慶本古態説」とともに、既存の分類を改め、上記の延慶本、長門本、源平盛衰記の三書を「広本」、以降の諸本を「略本」との分類用語を提起するが、まだ端緒に留まっている。

### 天草版
大英博物館には、ポルトガル式ローマ字で書かれた、1592年（文禄1年）刊行の天草版「平家物語」が存在する。これは「日本の言葉とイストリア（Historia、歴史）を習い知らんと欲する人のために」書かれたとその扉に記されている。

## 刊行本
- 『平家物語 上巻』（山田孝雄 校訂）岩波書店、1929年。
- 『平家物語 下巻』（山田孝雄 校訂）岩波書店、1929年。
- 『日本古典文学大系 32 平家物語 上』（高木市之助・小沢正夫・渥美かをる・金田一春彦 共校注、底本：龍谷大学図書館蔵本（覚一本系））岩波書店、1959年。ISBN 9784000600323。
- 『日本古典文学大系 33 平家物語 下』（高木市之助・小沢正夫・渥美かをる・金田一春彦 共校注、底本：龍谷大学図書館蔵本（覚一本系））岩波書店、1959年。ISBN 9784000600330。
- 佐藤謙三・春田宣 編『角川文庫 上』（底本：寛文十二年刊平仮名整版本）角川書店、1959年。ISBN 9784044007010。
- 佐藤謙三・春田宣 編『角川文庫 下』（底本：寛文十二年刊平仮名整版本）角川書店、1959年。ISBN 9784044007027。
- 『国語国文学研究史大成9 平家物語』（高木市之助・永積安明・市古貞次・渥美かをる）三省堂、1960年。
  - 『国語国文学研究史大成9 平家物語』（増補版、高木市之助・永積安明・市古貞次・渥美かをる）三省堂、1977年。
- 『新日本古典文学大系 上』（梶原正昭・山下宏明、底本：高野本）岩波書店、1991年。ISBN 9784002400440。
- 『新日本古典文学大系 下』（梶原正昭・山下宏明、底本：高野本）岩波書店、1993年。ISBN 9784002400457。[9]
- 『新編日本古典文学全集 45』（市古貞次、底本：高野本）小学館、1994年。ISBN 9784096580455。
- 『新編日本古典文学全集 46』（市古貞次、底本：高野本）小学館、1994年。ISBN 9784096580462。
- 完訳日本の古典 42～45 市古貞次 1973-1975年 小学館 (1)ISBN 978-4095560427 (2)ISBN 978-4095560434 (3)ISBN 978-4095560441 (4)ISBN 978-4095560458 底本：高野本
- 新潮日本古典集成 上・中・下 水原一 1979-1981年、新装版2016年 新潮社 (上)ISBN 978-4106203251 中)ISBN 978-4106203374 (下)ISBN 978-4106203473　底本：国立国会図書館蔵本[注 2]
- 講談社学術文庫 全訳注 杉本圭三郎 1979-1991年（1-12）/ 新装版（1-4）2017年 (1)ISBN 978-4062924207 (2)ISBN 978-4062924214 (3)ISBN 978-4062924221 (4)ISBN 978-4062924238 底本：高野本
- 岩波文庫 全4巻  梶原正昭・山下宏明 1999年 (1)ISBN 978-4003011317 (2)ISBN 978-4003011324 (3)ISBN 978-4003011331 (4)ISBN 978-4003011348 底本：高野本
  - ワイド版 岩波文庫 同上、2008年 (1)ISBN 978-4000073004 (2)ISBN 978-4000073011 (3)ISBN 978-4000073028 (4)ISBN 978-4000073035
- 講談社文庫 上・下　高橋貞一　1972年　(上)ISBN 978-4-06-131050-6　(下)ISBN 978-4-06-131051-3 底本：流布本・元和九年刊片仮名交り附訓１２行整版本（流布本系）
- 武蔵野書院　全１巻　大津雄一・平藤幸　2014年　ISBN 978-4838606504 底本：高野本

## 構成

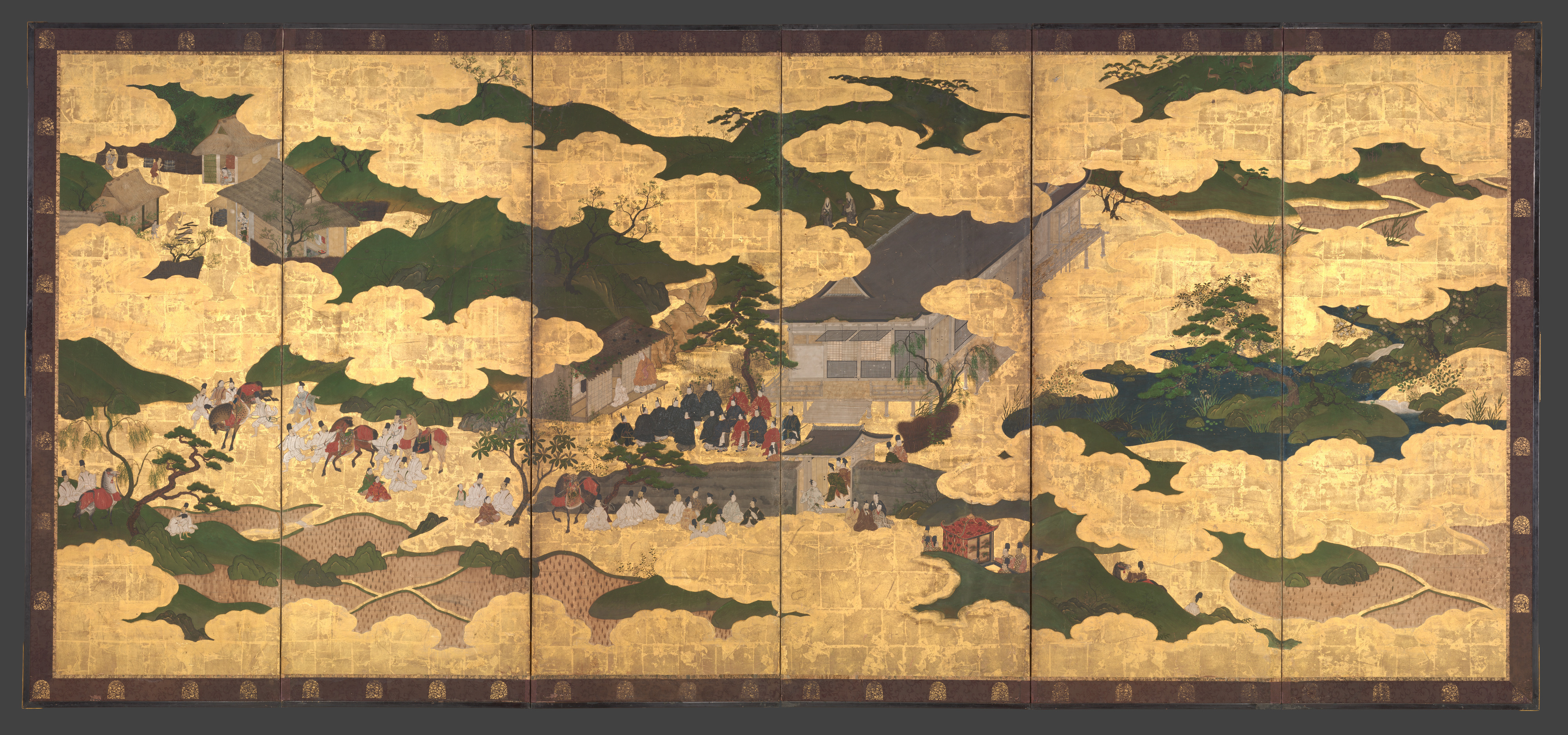
平家物語図屏風

※12巻本、灌頂巻が独立している語り本系の構成を掲載する。
- 巻第一
祇園精舎、殿上闇討、鱸、禿髪、我身栄花、祗王、二代后、額打論、清水寺炎上、東宮立、殿下乗合、鹿谷、俊寛沙汰、願立、御輿振、内裏炎上
- 巻第二
座主流、一行阿闍梨之沙汰、西光被斬、小教訓、少将乞請、教訓状、烽火之沙汰、大納言流罪、阿古屋之松、大納言死去、徳大寺之沙汰、堂衆合戦、山門滅亡、善光寺炎上、康頼祝言、卒都婆流、蘇武
- 巻第三
赦文、足摺、御産、公卿揃、大塔建立、頼豪、少将都帰、有王、僧都死去、辻風、医師問答、無文、燈炉之沙汰、金渡、法印問答、大臣流罪、行隆之沙汰、法皇被流、城南之離宮
- 巻第四
厳島御幸、還御、源氏揃、鼬之沙汰、信連、競、山門牒状、南都牒状、永僉議、大衆揃、橋合戦、宮御最期、若宮出家、通乗之沙汰、ぬえ、三井寺炎上
- 巻第五
都遷、月見、物怪之沙汰、早馬、朝敵揃、咸陽宮、文覚荒行、勧進帳、文覚被流、福原院宣、富士川、五節之沙汰、都帰、奈良炎上
- 巻第六
新院崩御、紅葉、葵前、小督、廻文、飛脚到来、入道死去、築島、慈心房、祇園女御、嗄声、横田河原合戦
- 巻第七
清水冠者、北国下向、竹生島詣、火打合戦、願書、倶梨迦羅落、篠原合戦、実盛、玄肪、木曾山門牒状、返牒、平家山門連署、主上都落、聖主臨幸、忠度都落、経正都落、青山之沙汰、一門都落、福原落
- 巻第八
山門御幸、名虎、緒環、太宰府落、征夷将軍院宣、猫間、水島合戦、瀬尾最後、室山、鼓判官、法住寺合戦
- 巻第九
生好沙汰、宇治川先陣、河原合戦、木曾最期、樋口被討罰、六ヶ度軍、三草勢揃、三草合戦、老馬、一二之懸、二度之懸、坂落、越中前司最期、忠度最期、重衡生捕、敦盛最期、知章最期、落足、小宰相身投
- 巻第十
首渡、内裏女房、八島院宣、請文、戒文、海道下、千手前、横笛、高野巻、惟盛出家、熊野参詣、惟盛入水、三日平氏、藤戸、大嘗会之沙汰
- 巻第十一
逆櫓、勝浦、嗣信最期、那須与一、弓流、志度合戦、鶏合、壇浦合戦、遠矢、先帝身投、能登殿最期、内侍所都入、剣、一門大路渡、鏡、文之沙汰、副将被斬、腰越、大臣殿被斬、重衡被斬
- 巻第十二
大地震、紺掻之沙汰、平大納言被流、土佐房被斬、判官都落、吉田大納言沙汰、六代、泊瀬六代、六代被斬
- 灌頂巻
女院出家、大原入、大原御幸、六道之沙汰、女院死去

### 人物
- 覚明…源義仲の右筆。
- 中原信康…源義経の右筆。

これら右筆が書いた合戦記が平家物語に採用されたと見られている。

### 史料
- 『吾妻鏡』 - 鎌倉幕府編纂の歴史書。平家物語と同時期の出来事を含む。
- 『玉葉』 - 同時代の大臣である九条兼実の日記。
- 『愚管抄』 - 天台座主慈円による史書。

### 古典
- 『源平盛衰記』 - 平家物語の一異本。
- 『源平闘諍録』 - 平家物語の一異本。
- 『保元物語』 - 平家物語以前の出来事を描いている。
- 『平治物語』 - 同上。
- 『義経記』 - 源義経の伝説を描く。源平合戦以前と奥州藤原氏への亡命を主に描く。

### 能
- 『朝長』
- 『鞍馬天狗』
- 『熊坂』
- 『烏帽子折』
- 『七騎落』
- 『頼政』
- 『実盛』
- 『木曽』
- 『巴』
- 『兼平』
- 『敦盛』
- 『小督』
- 『通盛』
- 『経正』
- 『忠度』
- 『知章』
- 『船弁慶』
- 『橋弁慶』
- 『景清』
- 『俊寛』
- 『俊成忠度』
- 『屋島』
- 『碇潜』
- 『千手』
- 『盛久』
- 『大原御幸』
- 『正尊』
- 『吉野静』
- 『安宅』
- 『摂待』
- 『大仏供養』
- 『二人静』
- 『生田敦盛』
- 『熊野』
- 『重衡』
- 『箙』

### 幸若舞
- 『敦盛』・・・織田信長が好み、圧倒的少数で桶狭間の戦いに臨む前に決死の覚悟で舞ったという曲。

### 人形浄瑠璃・古典歌舞伎
- 『平家女護島』「俊寛」
  - 近松門左衛門作、享保4年（1719年）8月大坂竹本座初演
- 『義経千本桜』「鮓屋」「吉野山」「四ノ切」
  - 二代目竹田出雲・三好松洛・初代並木千柳合作、延享4年（1747年）11月大坂竹本座初演
- 『一谷嫩軍記』「熊谷陣屋」
  - 並木宗輔ほか作、宝暦元年（1751年）11月大坂豊竹座初演

### 近代以降の関連作品
活歴・新歌舞伎・新作歌舞伎
- 『牡丹平家譚』「重盛諫言」
  - 二代目河竹新七（黙阿弥）作、明治9年（1876年）5月東京中村座初演
- 『平家物語 建礼門院』「寂光院」
  - 北條秀司作、昭和44年（1969年）4月東京歌舞伎座初演

戯曲
- 『子午線の祀り』[10] 木下順二 - 作品論『平家物語 古典を読む』がある
- 『平家物語』 キノトール

現代語訳・抄訳
- 『現代語訳 平家物語』青空文庫
- 『現代語訳 平家物語』中山義秀、河出文庫 全3巻で再刊
- 『現代語訳 平家物語』尾崎士郎、岩波現代文庫 上下で再刊
- 『平家物語 古典新訳』古川日出男（河出書房新社、池澤夏樹=個人編集 日本文学全集所収）、河出文庫 全4巻で再刊
- 『吉村昭の平家物語』吉村昭、講談社文庫で再刊
- 『平家物語』水上勉
- 『英語で読む平家物語』ベンジャミン・ウッドワード

小説
- 『耳なし芳一』 小泉八雲（『怪談』所収）
- 『新・平家物語』吉川英治（映画化・テレビドラマ化・テレビ人形劇化がされている）
- 『宮尾本 平家物語』宮尾登美子（テレビドラマ化がされている）
- 『双調 平家物語』橋本治
- 『平家物語』光瀬龍
- 『平家物語』森村誠一
- 『平家物語』林真理子

映画
- 『新・平家物語』1955年。大映製作。

漫画
- 『平家物語』（全3巻、マンガ日本の古典：中央公論新社、横山光輝）
- 『平家物語シリーズ』（全4巻、あすかコミックス：角川書店、佐久間智代）
- 『火の鳥 乱世編』（手塚治虫）

絵本
- 『かえるの平家ものがたり』（2002年、文：日野十成、絵：斉藤隆夫） - 平家はネコ、源氏はカエルとして表現されている

歌謡曲
- 組曲アルバム「平家物語」（三波春夫）

アニメ版
- 『平家物語 (アニメ)』、テレビアニメ版全11話で原作は古川日出男

### その他
- 全国平家会
- ナツツバキ - 日本で沙羅双樹の代用として植えられている木。